# Rosenheim
Rosenheim là một thành phố trong bang Bayern, Đức. Thành phố có diện tích 37,22 km², dân số là 60.465 người (cuối năm 2007). Thành phố là thủ phủ của huyện Rosenheim nhưng không thuộc huyện này.
Dân số của thành phố có khoảng 60.000 người, lên đến 125.000 trong khu vực xung quanh. Rosenheim nằm ở Bayerischen Voralpen, 450 mét (1.470 ft) trên mực nước biển và diện tích 37,52 km ². Thủ phủ của Bayern, München, cách đó 52 km về hướng Tây-Bắc. Nó có một nhà ga tại đường giao nhau của tuyến đường rày München-Salzburg và München-Innsbruck.